# Biophytum helenae
Biophytum helenae är en harsyreväxtart som beskrevs av Buscalioni & Muschler. Biophytum helenae ingår i släktet Biophytum och familjen harsyreväxter. Inga underarter finns listade i Catalogue of Life.